# Mistrzostwa Świata w Kolarstwie Torowym 1996
93. Mistrzostwa Świata w Kolarstwie Torowym odbyły się w dniach 28 sierpnia–1 września 1996 roku w brytyjskim Manchesterze. W programie mistrzostw znalazły się cztery konkurencje dla kobiet: sprint, wyścig na dochodzenie wyścig punktowy oraz wyścig na 500 m i osiem konkurencji dla mężczyzn: sprint indywidualny, sprint drużynowy, wyścig na dochodzenie, wyścig punktowy, wyścig ze startu zatrzymanego, wyścig na 1 km, wyścig drużynowy na dochodzenie, madison i keirin.

## Medaliści

### Kobiety
| Konkurencja                         | Data             | Złoto                  | Srebro             | Brąz                 |
| ----------------------------------- | ---------------- | ---------------------- | ------------------ | -------------------- |
| 500 m ze startu zatrzymanego        | 31 sierpnia 1996 | Félicia Ballanger      | Annett Neumann     | Michelle Ferris      |
| 3000 m indywidualnie na dochodzenie | 1 września 1996  | Marion Clignet         | Lucy Tyler-Sharman | Antonella Bellutti   |
| sprint indywidualny                 | 30 sierpnia 1996 | Félicia Ballanger      | Annett Neumann     | Magali Faure-Humbert |
| wyścig punktowy                     | 30 sierpnia 1996 | Swietłana Samochwałowa | Jane Quigley       | Gulnara Fatkulina    |

### Mężczyźni
| Konkurencja                  | Data             | Złoto                                                                          | Srebro                                                                        | Brąz                                                              |
| ---------------------------- | ---------------- | ------------------------------------------------------------------------------ | ----------------------------------------------------------------------------- | ----------------------------------------------------------------- |
| wyścig punktowy              | 1 września 1996  | Joan Llaneras                                                                  | Michael Sandstød                                                              | Silvio Martinello                                                 |
| sprint drużynowy             | 29 sierpnia 1996 | Australia · Darryn Hill · Gary Neiwand · Shane Kelly                           | Niemcy · Sören Lausberg · Jens Fiedler · Michael Hübner                       | Francja · Laurent Gané · Florian Rousseau · Hervé Thuet           |
| indywidualnie na dochodzenie | 29 sierpnia 1996 | Chris Boardman                                                                 | Andrea Collinelli                                                             | Francis Moreau                                                    |
| keirin                       | 28 sierpnia 1996 | Marty Nothstein                                                                | Gary Neiwand                                                                  | Frédéric Magné                                                    |
| 1 km ze startu zatrzymanego  | 28 sierpnia 1996 | Shane Kelly                                                                    | Sören Lausberg                                                                | Jan van Eijden                                                    |
| drużynowo na dochodzenie     | 31 sierpnia 1996 | Włochy · Adler Capelli · Cristiano Citton · Andrea Collinelli · Mauro Trentini | Francja · Cyril Bos · Philippe Ermenault · Jean-Michel Monin · Francis Moreau | Niemcy · Guido Fulst · Danilo Hondo · Thorsten Rund · Heiko Szonn |
| madison                      | 28 sierpnia 1996 | Włochy · Silvio Martinello · Marco Villa                                       | Australia · Scott McGrory · Stephen Pate                                      | Niemcy · Andreas Kappes · Carsten Wolf                            |
| sprint indywidualny          | 1 września 1996  | Florian Rousseau                                                               | Marty Nothstein                                                               | Darryn Hill                                                       |

## Klasyfikacja medalowa
| Miejsce | Państwo           |   |   |   | Razem |
| ------- | ----------------- | - | - | - | ----- |
| 1.      | Francja           | 4 | 1 | 4 | 9     |
| 2.      | Australia         | 2 | 3 | 2 | 7     |
| 3.      | Włochy            | 2 | 1 | 2 | 5     |
| 4.      | Stany Zjednoczone | 1 | 2 | 0 | 3     |
| 5.      | Rosja             | 1 | 0 | 1 | 2     |
| 6.      | Hiszpania         | 1 | 0 | 0 | 1     |
|         | Wielka Brytania   | 1 | 0 | 0 | 1     |
| 8.      | Niemcy            | 0 | 4 | 3 | 7     |
| 9.      | Dania             | 0 | 1 | 0 | 1     |